# Virginia Gattegno
Virginia Gattegno (geboren 31. Juli 1923 in Rom; gestorben 22. Februar 2022) war eine italienische Holocaustüberlebende.

## Leben
Virginia Gattegno ist eine Tochter von Shalom Carlo Gattegno und Marcella Luzzatto. Ihre Familie zog 1936 auf die seit 1912 in italienischem Besitz befindliche Insel Rhodos, wo sie in dem jüdischen Viertel der Stadt Rhodos wohnten. Ihr Vater, der 1941 verstarb, war dort Direktor der jüdischen Schule. Die Lebensverhältnisse der Juden verschlechterten sich allerdings mit der Einführung der italienischen Rassengesetze von 1938, als der Gouverneur Cesare Maria De Vecchi aus rassistischen Gründen die Schule schloss. Nachdem Italien 1943 im Zweiten Weltkrieg als Verbündeter der Achse ausschied und die italienische Armee kapitulierte, wurde Rhodos von der deutschen Wehrmacht besetzt. Wehrmachtseinheiten inhaftierten die 1600 jüdischen Einwohner auf Rhodos. Am 23. Juli 1944 wurde Gattegno mit dem Transport 44R in das KZ Auschwitz deportiert, der Eisenbahntransport dauerte über drei Wochen. Im Konzentrationslager wurde sie für die Zwangsarbeit selektiert und ihr wurde die Häftlingsnummer A-24324 eintätowiert. Als sie am 27. Januar 1945 in Auschwitz befreit wurde, wog sie noch 30 Kilogramm. Ihre jüngere Schwester Lea überlebte die Konzentrationslagerhaft, sie lebt heute (2016) in Belgien, ihr Bruder kam in den letzten Tagen der Haft um, ihre Großmutter, Mutter und zwei jüngere Geschwister wurden wahrscheinlich gleich nach der Ankunft vergast.
Gattegno zog im Juli 1945 wieder nach Rom und folgte dann ihrem Mann Ugo Cipolato, den sie als italienischen Soldaten 1941 auf Rhodos kennengelernt hatte, zu seiner katholischen (und ehemals faschistischen) Familie nach Venedig. Er verstarb 1964, sie haben zwei Töchter. Gattegno arbeitete in Venedig als Lehrerin. Im Unterschied zu Primo Levi habe sie es bis in die 1980er Jahre vermieden, über ihre Haft und den Mord an ihren Angehörigen zu sprechen. Unter dem Eindruck eines wieder anschwellenden Antisemitismus in Europa sprach sie als Zeitzeugin in der Öffentlichkeit und in Schulklassen und wurde für die Holocaustforschung interviewt.
2007 zog sie in ein Altenheim der jüdischen Gemeinde im vormaligen Ghetto nuovo. Sie gilt dort im Jahr 2016 als letzte Holocaustüberlebende unter den Einwohnern Venedigs.